# Penthouse Serenade
| Recensione | Giudizio |
| ---------- | -------- |
| AllMusic   |          |

Penthouse Serenade è un album a nome Nat King Cole at the Piano, pubblicato dalla casa discografica Capitol Records nel settembre del 1952.

## Tracce

### LP (1952, Capitol Records H-332)
Lato A
1. Penthouse Serenade (When We're Alone) – 3:06 (Will Jason, Val Burton)
2. Somebody Loves Me – 3:03 (testo: Buddy DeSylva, Ballard MacDonald – musica: George Gershwin)
3. Laura – 2:43 (testo: Johnny Mercer – musica: David Raksin)
4. Once in a Blue Moon (Basato su Melody in F di Rubinstein) – 2:55 (testo: Anne Caldwell – musica: Jerome Kern)

Lato B
1. Polka Dots and Moonbeams – 3:03 (testo: Johnny Burke – musica: James Van Heusen)
2. Down by the Old Mill Stream – 2:18 (Tell Taylor)
3. If I Should Lose You – 3:11 (testo: Leo Robin – musica: Ralph Rainger)
4. Rose Room – 2:46 (testo: Harry Williams – musica: Art Hickman)

## Tracce

### LP (1955, Capitol Records T-332)
Lato A
1. Penthouse Serenade (When We're Alone) – 3:06 (Will Jason, Val Burton)
2. Somebody Loves Me – 3:03 (testo: Buddy DeSylva, Ballard MacDonald – musica: George Gershwin)
3. Laura – 2:43 (testo: Johnny Mercer – musica: David Raksin)
4. Once in a Blue Moon (Basato su Melody in F di Rubinstein) – 2:55 (Burt Bacharach)
5. Don't Blame Me – 3:02 (testo: Dorothy Fields – musica: Jimmy McHugh) – Registrato il 14 luglio 1955 al Capitol Studios di Los Angeles, California
6. Little Girl – 1:48 (Madeline Hyde, Francis Henry) – Registrato il 14 luglio 1955 al Capitol Studios di Los Angeles, California

Lato B
1. Polka Dots and Moonbeams – 3:03 (testo: Johnny Burke – musica: James Van Heusen)
2. Down by the Old Mill Stream – 2:18 (Tell Taylor)
3. If I Should Lose You – 3:11 (testo: Leo Robin – musica: Ralph Rainger)
4. Rose Room – 2:46 (testo: Harry Williams – musica: Art Hickman)
5. I Surrender Dear – 2:57 (testo: Gordon Clifford – musica: Harry Barris) – Registrato il 14 luglio 1955 al Capitol Studios di Los Angeles, California
6. It Could Happen to You – 2:46 (testo: Johnny Burke – musica: James Van Heusen) – Registrato il 14 luglio 1955 al Capitol Studios di Los Angeles, California

### CD
Edizione CD del 1998, pubblicato dalla Capitol Jazz Records (CDP 7243 4 94504 2 4)
1. Penthouse Serenade (When We're Alone) – 3:06 (Will Jason, Val Burton)
2. Somebody Loves Me – 3:03 (testo: Buddy DeSylva, Ballard MacDonald – musica: George Gershwin)
3. Laura – 2:43 (testo: Johnny Mercer – musica: David Raksin)
4. Once in a Blue Moon (Based on Rubenstein's Melody in F) – 2:55 (Burt Bacharach)
5. Polka Dots and Moonbeams – 3:03 (testo: Johnny Burke – musica: James Van Heusen)
6. Down by the Old Mill Stream – 2:18 (Tell Taylor)
7. If I Should Lose You – 3:11 (testo: Leo Robin – musica: Ralph Rainger)
8. Rose Room – 2:46 (testo: Harry Williams – musica: Art Hickman)
9. I Surrender Dear – 2:57 (testo: Gordon Clifford – musica: Harry Barris)
10. It Could Happen to You – 2:46 (testo: Johnny Burke – musica: James Van Heusen)
11. Don't Blame Me – 3:02 (testo: Dorothy Fields – musica: Jimmy McHugh)
12. Little Girl – 1:48 (Madeline Hyde, Francis Henry)
13. I Surrender Dear (Alternate Take) – 3:00 (testo: Gordon Clifford – musica: Harry Barris) – Traccia bonus - Registrato il 14 luglio 1955 al Capitol Studios di Los Angeles, California
14. Walkin' My Baby Back Home – 2:11 (testo: Roy Turk – musica: Fred Ahlert) – Traccia bonus - Registrato il 2 gennaio 1952 al MGM Studios di New York
15. Too Marvelous for Words – 1:53 (testo: Johnny Mercer – musica: Richard A. Whiting) – Traccia bonus - Registrato il 2 gennaio 1952 al MGM Studios di New York
16. Too Young – 2:32 (testo: Sylvia Dee – musica: Sidney Lippman) – Traccia bonus - Registrato il 2 gennaio 1952 al MGM Studios di New York
17. That's My Girl – 1:45 (testo: Barbara Tobias – musica: Ray Ellington) – Traccia bonus - Registrato il 2 gennaio 1952 al MGM Studios di New York
18. It's Only a Paper Moon – 2:09 (testo: Yip Harburg, Billy Rose – musica: Harold Arlen) – Traccia bonus - Registrato il 2 gennaio 1952 al MGM Studios di New York
19. Unforgettable – 3:05 (Irving Gordon) – Traccia bonus - Registrato il 2 gennaio 1952 al MGM Studios di New York

## Musicisti
- Nat King Cole – pianoforte
- Nat King Cole – voce (brani: Walkin' My Baby Back Home / Too Marvelous for Words / Too Young / That's My Girl / It's Only a Paper Moon / Unforgettable
- Charlie Harris – contrabbasso
- Bunny Shawker – batteria (Tutti i brani dell'ellepì H-332; A1-A4 e B1-B4 dell'ellepì T-332 e Nr. 1-8 CD 1998)
- Lee Young – batteria (brani: A5, A6, B5 e B6 LP T-332 e Nr. 9-13 CD 1998)
- Jack Costanzo – bongos, congas (brani: Once in a Blue Moon / Down by the Old Mill Stream / Walkin' My Baby Back Home / Too Marvelous for Words / That's My Girl / It's Only a Paper Moon)[1]